# Polo per le Libertà
Der Polo per le Libertà (deutsch: Pol für die Freiheiten) war ein Mitte-rechts-Wahlbündnis in Italien, gebildet für die Parlamentswahlen 1996. Das Bündnis trat die Nachfolge des Polo del Buon Governo (in Mittel- und Süditalien) bzw. Polo delle Libertà (in Norditalien) an und wurde wie diese von Silvio Berlusconi angeführt. Es bestand aus folgenden Parteien:
- Forza Italia (FI)
- Alleanza Nazionale (AN)
- Centro Cristiano Democratico (CCD)
- Cristiani Democratici Uniti (CDU)

Die Lega Nord, die 1994 Teil des Polo delle Libertà gewesen war, trat 1996 separat an. Das Mitte-rechts-Lager verlor die Wahl und stand bis 2001 in Opposition zu den Regierungen des Mitte-links-Bündnisses L’Ulivo. Gegen Ende der Legislaturperiode näherten sich Lega Nord und die Parteien des Polo per le Libertà wieder an und bildeten für die Wahlen 2001 ein neues Bündnis namens Casa delle Libertà.